# McLean County (Illinois)
McLean County je rozlohou největší okres ve státě Illinois. Podle sčítání lidu v roce 2020, zde žilo 170 954 obyvatel. Správním městem okresu je Bloomington. McLean County patří do oblasti Bloomington–Normal, IL Metropolitní oblasti ve Spojených státech amerických.
První osadníci začali do oblasti, z níž později vznikl okres McLean County, přicháet kolem roku 1821. První osadou byl Blooming Grove, založený v roce 1822, nynější Bloomington. Okres McLean County oficiálně vznikl 25. prosince 1830, kdy se odloučil z okresu Tazewell County. Byl pojmenován po Johnu McLeanovi, americkému senátorovi z Illinois, který zemřel v roce 1830.